# Маккерлич, Уильям
Уильям «Билл» Алистер Маккей Маккерлич (англ. William "Bill" Alister Mackay McKerlich; род. 2 декабря 1936, Ванкувер, Британская Колумбия) — канадский гребец, выступавший за сборную Канады по академической гребле в 1956—1960 годах. Серебряный призёр летних Олимпийских игр в Мельбурне, серебряный призёр Олимпийских игр в Риме, победитель Игр Содружества, победитель и призёр регат национального значения. Также известен как преподаватель, тренер и спортивный функционер.

## Биография
Уильям Маккерлич родился 2 декабря 1936 года в городе Ванкувер провинции Британская Колумбия, Канада.
Занимался академической греблей во время учёбы в Университете Британской Колумбии в Ванкувере, состоял в местной гребной команде «Тандербёрдс», неоднократно принимал участие в различных студенческих регатах.
Первого серьёзного успеха в гребле на международном уровне добился в сезоне 1956 года, когда вошёл в основной состав канадской национальной сборной и благодаря череде удачных выступлений удостоился права защищать честь страны на летних Олимпийских играх в Мельбурне. В программе распашных рулевых восьмёрок финишировал в финале вторым, проиграв около двух секунд команде из Соединённых Штатов — тем самым завоевал серебряную олимпийскую медаль.
После мельбурнской Олимпиады Маккерлич остался в составе гребной команды Канады на ещё один олимпийский цикл и продолжил принимать участие в крупнейших международных регатах. Так, в 1958 году он выступил на Играх Британской империи и Содружества наций в Кардиффе, где одержал победу в восьмёрках.
Находясь в числе лидеров канадской национальной сборной, благополучно прошёл отбор на Олимпийские игры в Риме. В восьмёрках в решающем финальном заезде вновь пришёл к финишу вторым, уступив около двух секунд команде из Австралии — таким образом добавил в послужной список ещё одну серебряную олимпийскую награду. Вскоре по окончании этих соревнований завершил спортивную карьеру.
Впоследствии проявил себя как преподаватель, занимал руководящие посты в Министерстве образования Британской Колумбии. В 2002 году написал книгу «Двенадцать шагов к реформированию канадского народного просвещения» (англ. Twelve Steps to Reform Canadian Public Education), где изложил видение назревших изменений в системе государственных средних школ Канады.
В течение многих лет оставался в академической гребле в качестве тренера, организатора соревнований, судьи. Является сооснователем гребного клуба Delta-Deas.
За выдающиеся спортивные достижения введён Канадский олимпийский зал славы, Зал славы спорта Британской Колумбии, Зал славы спорта Университета Британской Колумбии.
Его сын Иан Маккерлич тоже стал достаточно известным гребцом, участвовал в Олимпийских играх 1988 года в Сеуле.